# Marga Ayu
Marga Ayu is een bestuurslaag in het regentschap Tegal van de provincie Midden-Java, Indonesië. Marga Ayu telt 4202 inwoners (volkstelling 2010).